# Pervyye Nyugedy
Pervyye Nyugedy är en ort i Azerbajdzjan.   Den ligger i distriktet Quba Rayonu, i den nordöstra delen av landet, 150 km nordväst om huvudstaden Baku. Pervyye Nyugedy ligger 571 meter över havet och antalet invånare är 6 866.
Terrängen runt Pervyye Nyugedy är kuperad åt sydväst, men åt nordost är den platt. Närmaste större samhälle är Quba, 5,8 km nordväst om Pervyye Nyugedy. 
Omgivningarna runt Pervyye Nyugedy är en mosaik av jordbruksmark och naturlig växtlighet. Runt Pervyye Nyugedy är det ganska glesbefolkat, med 48 invånare per kvadratkilometer.